# Ralph Evelyn Drake-Brockman
Ralph Evelyn Drake-Brockman (1 de outubro de 1875 – 15 de novembro de 1952) foi um médico, oficial do exército e colecionador botânico britânico.